# جيف سميث (دراج)
جيف سميث (بالإنجليزية: Geoff Smith)‏ هو دراج أسترالي، ولد في 23 سبتمبر 1942 في أستراليا، وتوفي في 8 أكتوبر 2018.

## وصلات خارجية
- جيف سميث على موقع إحصائيات الدراجات الإحترافية (الإنجليزية)
- جيف سميث على موقع اللجنة الأولمبية الدولية (الإنجليزية)
- جيف سميث على موقع أوليمبيديا (الإنجليزية)
- جيف سميث على موقع اللجنة الأولمبية الأسترالية (الإنجليزية)